# バイバイ。
『バイバイ。』は、相川七瀬2枚目のシングル。1996年2月7日発売。

## 概要
デビュー曲に続き、プロデューサーの織田哲郎が所属するビーイングのスタジオで制作。織田はこの曲をデビュー曲候補として考えていたが、結局2枚目のシングルとしてリリースされたことを後のインタビューで明らかにしている。セールス的にはファースト・アルバム『Red』収録のシングルの中で最低で、芳しいものではなかったが、2004年にスウェーデンの人気女性シンガーグループ・プレイがアルバム『ドント・ストップ・ザ・ミュージック』で「ガールズ・キャントゥー（Girls Can Too）」の題でカバー、更に同年イギリスのポップシンガー・ジェニファー・エリソンが『バイ・バイ・ボーイ』という題でカバー。後者はイギリス国内だけで17万枚近くを売上る大ヒットとなり、UKチャートで13位まで上がった。原曲の相川バージョンも、タイのクラブを中心にヒットしている。

## 収録曲
1. バイバイ。
  - 作詞・作曲・編曲：織田哲郎

テレビ朝日系ドラマ『ハンサムマン』挿入歌。
2. 情熱に死す
  - 作詞：相川七瀬　作曲：森徹也　編曲：織田哲郎・秋葉伸実・森徹也

2014年現在、ベストアルバムを含むいずれのアルバムにも収録されていない。
3. バイバイ。 （オリジナル・カラオケ）

## 収録アルバム
バイバイ。
- Red
- ID
- NANASE AIKAWA BEST ALBUM "ROCK or DIE"